# Eistheater

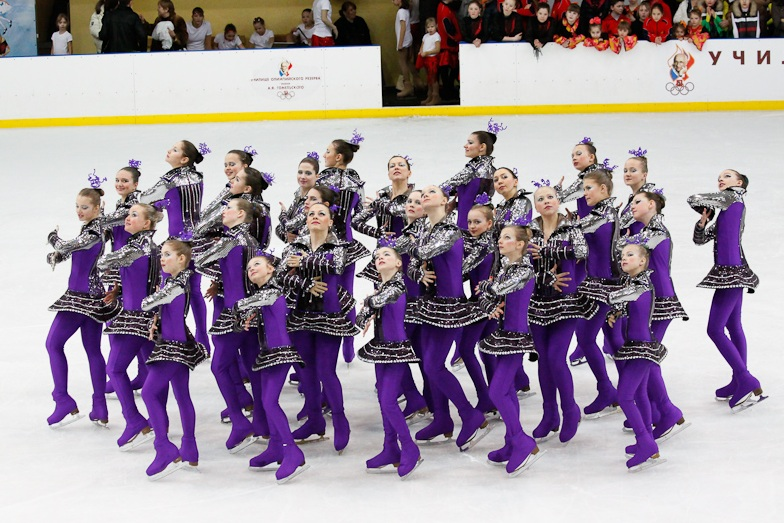

Eistheater (auch Theatre On Ice und Ballet on Ice) ist ein Zweig des Eiskunstlaufs, der technische Sprünge und Drehungen mit Choreographie, Eistanz, Paarbewegungen, Synchroneiskunstlauf und Theater verbindet, um eine Geschichte zu erzählen und damit die Anmut des Eiskunstlaufs mit der Spannung von Theater und Tanz zu verbinden. Eistheater ist dabei die räumliche und zeitliche Umsetzung von Themen, Geschichten oder Musik in Beziehung zueinander.
Eistheater wird als Wettkampfdisziplin für Amateur- oder Freizeiteiskunstläufer angeboten. Der Internationale Eislaufverband regelt die internationalen Wettbewerbe in dieser Eislaufdisziplin nicht, dennoch gibt es jedes Jahr offizielle nationale Meisterschaften in Ländern wie den Vereinigten Staaten. Derzeit werden die Regeln für Eistheaterwettbewerbe jeder Saison in Zusammenarbeit zwischen den Trainern der teilnehmenden Teams festgelegt.
Während des Wettbewerbs führen die Teams ihre Routinen in einer zufällig ausgewählten Reihenfolge auf. Vor dem Wettbewerb haben sie normalerweise eine zwei- bis fünfminütige Aufwärmphase, in der sie Zeit haben, die Kulissen und Requisiten herauszuholen und sich für die Bewegungen aufzuwärmen, die sie in der Routine ausführen werden. Dann beginnt die Vorstellung. Während eines Wettbewerbs tragen die Eiskunstläufer normalerweise Make-up, um ein schillernderes Aussehen zu erzielen und den Charakter oder das Thema hervorzuheben, das sie darstellen. Das Eistheater besteht aus zwei Programmenteilen: der Kür und der choreografischen Übung. Die beiden Programme werden nach technischem Wert und Präsentation bewertet, wobei Originalität, Kostüme, künstlerisches Können und Musikalität im Vordergrund stehen.  Sololäufe stehen nicht im Vordergrund, sind aber erlaubt, sofern sie die Gesamtwirkung des Programms fördern, aber die Gruppenleistung steht im Vordergrund.
„Eistheater“ kann sich auch auf professionelle Eiskunstlaufensembles wie die John Curry Company, das Ice Theatre of New York, The Next Ice Age, das Seattle Ice Theatre, Ice-Semble Chicago und das American Ice Theatre beziehen, die klassisches Ballett und modernen Tanz auf Eis in einem Konzert- oder Showumfeld aufführen, ähnlich wie eine professionelle Tanzgruppe. Diese Unternehmen sind in der Regel gemeinnützig organisiert und bieten Programme zur Öffentlichkeitsarbeit und Bildung an.